# Focke-Wulf F 19
Il Focke-Wulf F 19 Ente (in tedesco Anatra) era un bimotore da trasporto passeggeri (utility) dalla particolarissima configurazione canard il cui primo esemplare venne realizzato dall'azienda tedesca Focke-Wulf-Flugzeugbau AG alla fine degli anni venti.

## Storia

### Sviluppo
Gli studi riguardanti un progetto di un velivolo dotato di alette canard o di una coda sprovvista di piani orizzontali erano stati ideati da Wilhelm Focke prima della fine della prima guerra mondiale. Nel 1925 Henrich Focke pensò di ritornare sull'idea e propose un nuovo studio alla Deutsche Versuchsanstalt für Luftfahrt (DVL). Il progetto prevedeva l'utilizzo di un'ala convenzionale, montata alta, e di una fusoliera dotata di un impennaggio di coda tradizionale, monoderiva e dotato di piani orizzontali. Dopo le prove nella galleria del vento, a Göppingen, se ne valutarono positivamente le caratteristiche e venne deciso di costruirne un prototipo nello stabilimento Focke-Wulf di Brema.
Il prototipo, a cui venne data la denominazione aziendale F 19, venne completato nel 1927 e portato in volo, con successo, per la prima volta il 2 settembre dello stesso anno. Il successivo 29 settembre però, ai comandi del cofondatore dell'azienda Georg Wulf, subì un grave incidente in cui perse la vita. Wulf stava eseguendo una prova di volo utilizzando un solo motore e, sì scoprì, a causa del malfunzionamento di una barra di comando, il velivolo si schiantò al suolo distruggendosi.
Nonostante la grave perdita Focke non abbandonò il progetto costruendo un secondo esemplare che venne portato in volo alla fine del 1930. Il nuovo velivolo, denominato F 19a ed immatricolato D-1960, ottenne i necessari certificati di volo e venne utilizzato, dal 1931, per un tour promozionale nei cieli d'Europa dimostrando le sue doti, oltre che in Germania, anche in Danimarca, Svezia, Paesi Bassi, Belgio e Regno Unito.
Nonostante l'interesse suscitato per il velivolo e l'esposizione al Deutsche Luftfahrtsammlung, l'Ente, come era stato soprannominato l'F 19, non ottenne alcuna commissione e Focke decise di abbandonare l'intenzione di avviarne la produzione in serie.
L'unico esemplare venne quindi utilizzato a scopo di studio dal DVL presso Berlin-Adlersdorf fino al 1939 e distrutto durante i bombardamenti aerei alleati nel 1944.